# Optimatska tema
Optimatska tema ali Optimati (grško Ὀπτιμάτοι, Optimátoi, iz latinsko Optimates, "najboljši možje"), točneje Tema Optimatov, je bila ustanovljena kot elitna bizantinska vojaška enota. Sredi 8. stoletja je bila degradirana v oskrbovalni in logistični korpus in dobila svoje ozemlje v severozahodni Anatoliji. Tema Optimatov je preživela do zmage Osmanov v prvih desetletjih 14. stoletja. 

## Zgodovina
Optimate je v poznem 6. stoletju okoli leta 575 prvič ustanovil cesar Tiberij II. Konstantin (vladal 574–582). Po Strategikonu cesarja Mavricija so bili Optimati elitni polk federatov, najverjetneje gotskega porekla.  Bili so konjeniški korpus s tisoč do pet tisoč mož in del osrednje rezervne cesarske vojske. Njihov poveljnik je imel takrat edinstven naziv taksiarh (taxiarchēs). Potomci teh mož, ki jih je kronist Teofan Spovednik imenoval Gotogrki  (Γοτθογραίκοι), so bili v severni Bitiniji prisotni še v začetku 8. stoletja. Ocenjuje se, da je korpus takrat štel 2000 mož, kar je bilo morda enako kot ob ustanovitvi.
Sredi 8. stoletja je cesar Konstantin V. (vladal 741–775) skladno s svojo politiko zmanjšanja moči tematskih generalov po Artabazdovem uporu razformiral Obsikijsko temo. Na delu njenega ozemlja nasproti Konstantinopla je naselil Optimate in jim podelil status teme. Njihovo glavno mesto je postala Nikomedija. Prva omemba Optimatov kot ločene teme  se v pisnih virih pojavi šele leta 774/775, čeprav  je jasno, da so obstajali že v letih po zadušitvi Artabazdovega upora. V istem obdobju je prišlo tudi do nadaljnjega razkosanja in oslabitve nekoč močne Obsikijske teme z ustanovitvijo Bukelarske teme. 
Za razliko od drugih tem Optimati odtlej niso več imeli oboroženih enot, ampak so postali korpus 4000 goničev mul z njihovimi živalmi in tren konstantinopelskih cesarskih tagmatov. V takšni edinstveni vlogi so se razlikovali  od vseh drugih tem. Njihovi poveljniki so bili  pod cesarjem Konstantinom VII. (vladal 913–959) zaradi manj vrednega položaja novačeni iz  srednjega razreda državnih uradnikov. Posledično je imel njihov poveljujoči domestik najnižji čin od vseh provincialnih strategov. Tako kot v drugih temah so domestiku pri opravljanju nalog guvernerja province pomagali namestnik (topotērētēs), glavni finančni uradnik (hartoularios) in sekretariat, ki ga je vodil prōtokankellarios.
Po bitki pri Manzikertu so podeželska območja teme napadli Turki Seldžuki. Nikomedija se je obdržala, izgubljeno ozemlje pa je ponovno pridobil in zavaroval  cesar Aleksej I. Komnen (vladal 1081–1118) s pomočjo križarjev v prvi  križarski vojni. Po razpadu cesarstva v četrti križarski vojni leta 1204 so ozemlje Optimatske teme zasedli Latinci. Leta 1240 je ozemlje ponovno zavzel Ivan III. Dukas Vatac. Ozemlje so nato v prvi polovici 14. stoletja postopoma osvojili Osmani.